# Fredrik van der Horst
Fredrik van der Horst (* 2. Dezember 1989 in Tønsberg) ist ein ehemaliger norwegischer Eisschnellläufer.

## Werdegang
Van der Horst wurde dreimal norwegischer Juniorenmeister und belegte bei den Juniorenweltmeisterschaften 2007 in Innsbruck den 38. Platz im Kleinen Vierkampf sowie den zehnten Rang in der Teamverfolgung. Im Februar 2007 nahm er in Erfurt erstmals am Eisschnelllauf-Weltcup teil, wobei er in der B-Gruppe den 27. Platz über 1500 m und den 12. Platz in der Teamverfolgung errang. In der Saison 2009/10 erreichte er in Calgary mit dem dritten Platz in der Teamverfolgung seine erste Podestplatzierung im Weltcup und lief bei den Olympischen Winterspielen 2010 in Vancouver auf den 29. Platz über 1500 m sowie auf den vierten Rang in der Teamverfolgung. In den folgenden Jahren kam er im November 2010 in Hamar mit dem dritten Platz in der Teamverfolgung erneut im Weltcup aufs Podest und wurde in der Saison 2012/13 mit drei Top-Zehn-Platzierungen Zehnter im Massenstart-Weltcup. In der Saison 2013/14 siegte er bei den norwegischen Meisterschaften über 10000 m und errang bei der Mehrkampfweltmeisterschaft 2014 in Heerenveen den  16. Platz im Großen-Vierkampf. In der folgenden Saison kam er dort mit dem dritten Platz in der Teamverfolgung letztmals im Weltcup aufs Podest und bei den Einzelstreckenweltmeisterschaften 2015  auf den siebten Platz in der Teamverfolgung. Zudem absolvierte er in Hamar seinen letzten Weltcup, welchen er in der B-Gruppe auf den 22. Platz über 1500 m beendete. Letztmals international startete er bei den Europameisterschaften 2018 in Kolomna, wobei er den achten Platz über 5000 m und den vierten Rang in der Teamverfolgung belegte. Sein Großvater Hjalmar Andersen war ebenfalls als Eisschnellläufer aktiv.

## Erfolge

### Olympische Spiele
- 2010 Vancouver: 4. Platz Teamverfolgung, 29. Platz 1500 m

### Einzelstrecken-Weltmeisterschaften
- 2015 Heerenveen: 7. Platz Teamverfolgung

### Mehrkampf-Weltmeisterschaften
- 2014 Heerenveen: 16. Platz Großer-Vierkampf

### Europameisterschaften
- 2018 Kolomna: 4. Platz Teamverfolgung, 8. Platz 5000 m

## Persönliche Bestzeiten
| Disziplin | Zeit         | Datum             | Ort            |
| --------- | ------------ | ----------------- | -------------- |
| 500 m     | 36,70 s      | 29. Dezember 2009 | Hamar          |
| 1000 m    | 1:11,85 min  | 3. Januar 2010    | Hamar          |
| 1500 m    | 1:47,32 min  | 11. Dezember 2009 | Salt Lake City |
| 3000 m    | 3:48,55 min  | 3. Februar 2010   | Salt Lake City |
| 5000 m    | 6:22,10 min  | 25. Januar 2014   | Inzell         |
| 10000 m   | 13:34,64 min | 30. Dezember 2017 | Stavanger      |